# Santa Justa-Lift

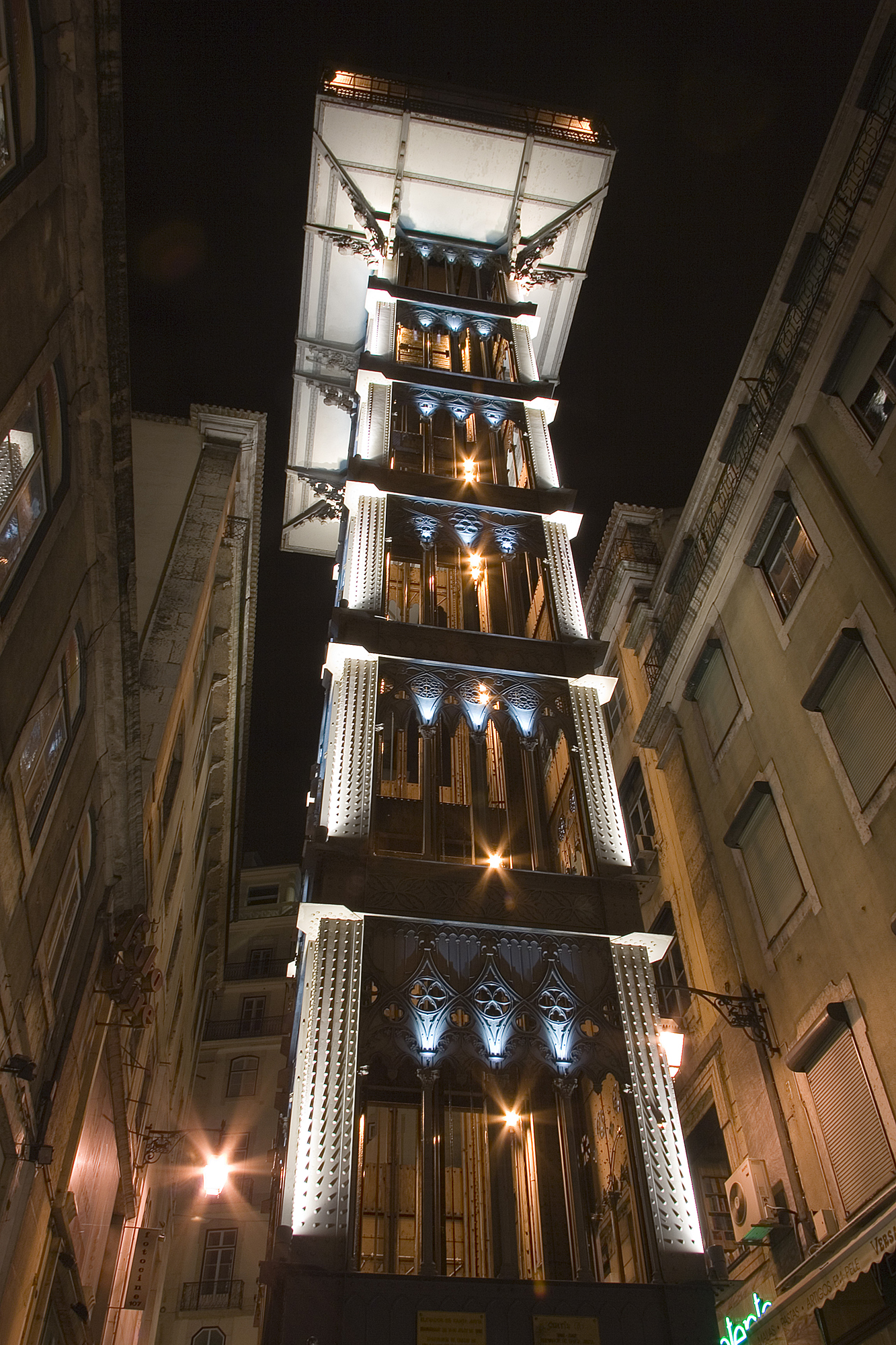
De Santa Justa-lift bij avond

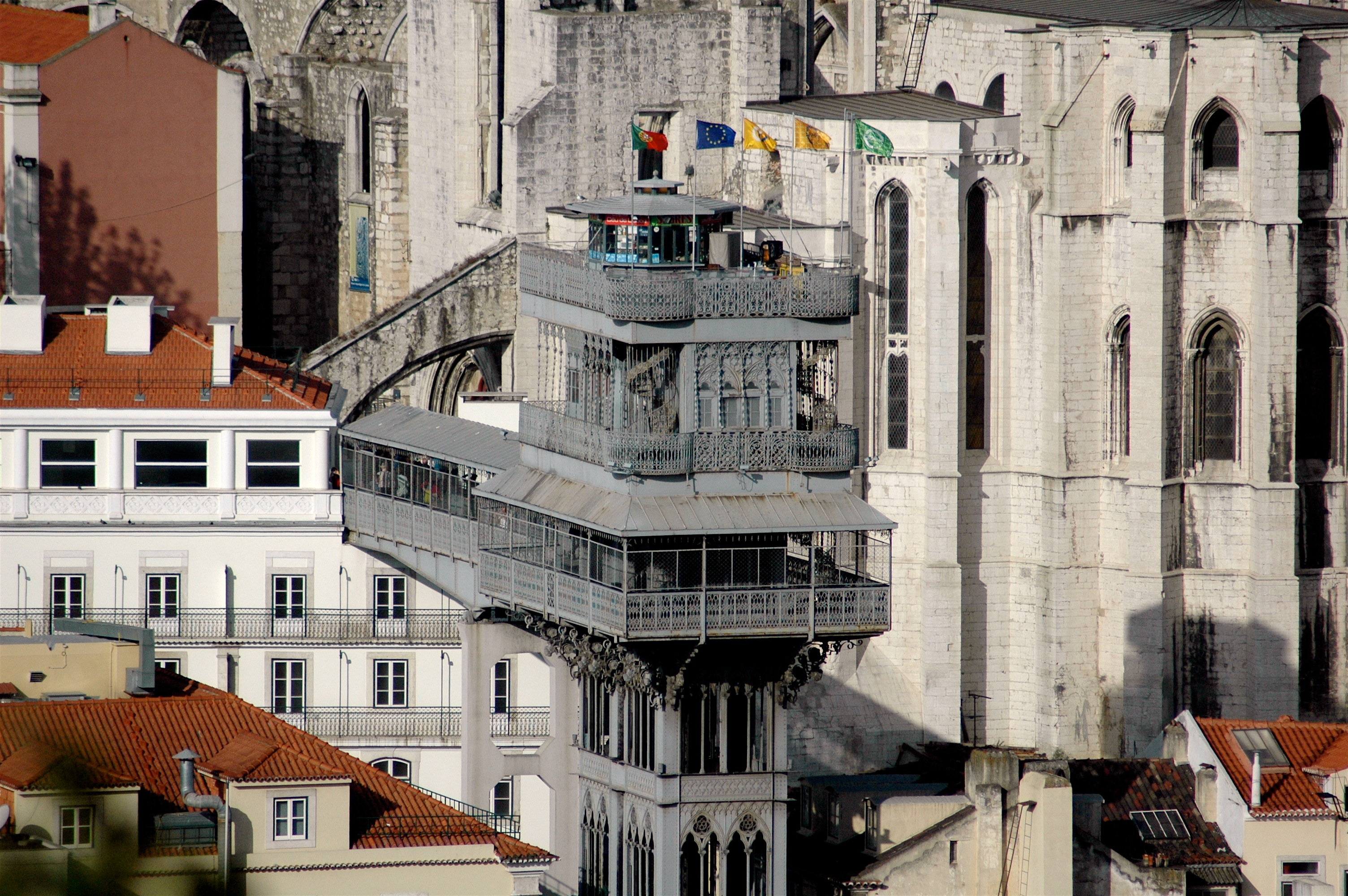
De Santa Justa-lift gezien vanaf het Castelo de São Jorge

De Santa Justa-lift (Portugees: Elevador de Santa Justa) is een 45 meter hoge lift in de Portugese hoofdstad Lissabon.
De lift verbindt de Santa Justa-straat, in het centrum van Lissabon, met het hoger gelegen Carmoplein.
Het is een belangrijke toeristische attractie in de stad.
De lift is een ontwerp van Raul Mesnier de Ponsard. De bouw begon in 1900 en in 1902 was het bouwwerk klaar. De constructie is geheel uit ijzer opgebouwd en rondom versierd met neogotische figuren.
De lift wordt tegenwoordig geëxploiteerd door Carris, het bedrijf dat onder andere het bus- en tramvervoer in Lissabon exploiteert, maar is gebouwd in opdracht van Empresa do Elevador do Carmo dat de lift in de beginjaren ook heeft geëxploiteerd.

## Geschiedenis
De geschiedenis van de lift begint op 30 april 1896, toen Raul Mesnier de Ponsard een concessie kreeg om een lift te bouwen en te exploiteren die de Rua Santa Justa verbindt met het hoger gelegen Largo do Carmo. Op 6 juni 1899 kreeg hij een voorlopige bouwvergunning en een maand later werd Empresa do Elevador do Carmo opgericht.
De partners in het bedrijf waren naast Engº Mesnier de Ponsard, Dr. João Silvestre D'Almeida (een chirurg) en de Marquês (markies) de Praia e Monforte. Het startkapitaal van het bedrijf bedroeg 75 conto de réis. Ponsard bracht 16 conto de réis contant geld in en zijn concessie die gewaardeerd werd op 9 conto de réis. De andere partners brachten elk 25 conto de réis in.
De bouw van de lift werd begonnen op 2 juli 1900 en was gereed op 10 juli 1902. De brug die de lift verbindt met het Largo do Carmo loopt over Rua do Carmo 69. Het dak van dat huis is aangepast om de verbinding mogelijk te maken. Het puntdak werd vervangen door een plat dak en de eigenaar van het pand, de Conte do Toma, kreeg onder andere 1% van de jaarlijkse nettowinst alsmede zes kaartjes voor de lift voor zijn familie of eventuele volgende eigenaren van het pand.
Op de openingsdag werden meer dan 3000 kaartjes verkocht. Aan het einde van het eerste jaar waren er meer dan een half miljoen passagiers geweest, hadden ruim 52.000 mensen het terras bezocht waar extra voor betaald moest worden en hadden ongeveer 12.500 mensen betaald voor het gebruik van de op de top van de lift gemonteerde verrekijker.
Op 19 februari 1903 werd Empresa do Elevador do Carmo een naamloze vennootschap, die de exploitatie op 20 november 1905 in concessie gaf aan de Lisbon Electric Tramways Limited (het bedrijf dat al de exploitatie van de elektrische trams van Carris uitvoerde). In het contract stond een clausule (clausule 7) die de Lisbon Electric Tramways Limited (L.E.T.L.) het recht gaf de lift en bijbehorende eigendommen tegen een vaste prijs van 125 conto's te kopen. Indien ze van dat recht gebruik zou maken zou ze eigenaar worden van de concessie en de lift en zou de Empresa do Elevador do Carmo ophouden te bestaan.
In 1907 werd de stoomaandrijving vervangen door een elektrische aandrijving.
Pas in 1913 werd gebruikgemaakt van clausule 7 en verwierf de L.E.T.L. 2495 van de 2500 aandelen. De resterende 5 aandelen werden nooit gevonden. L.E.T.L. betaalde 12472750 escudo's. Het duurde nog tot 1938 voor Empresa do Elevador do Carmo ophield te bestaan. De resterende 272.50 escudo, de waarde van de 5 ontbrekende aandelen, werd in deposito ondergebracht. Op 24 december van dat jaar werd Empresa do Elevador do Carmo geliquideerd.
In 1973 werd de exploitatie overgedragen aan Carris en werd de lift onderdeel van het openbaar vervoer in Lissabon. Tegenwoordig kan er met elk abonnement gebruikgemaakt worden van de lift. Deze is dan ook voorzien van een kaartlezer voor de in Lissabon gebruikte "OV-Chipkaart". Alleen voor enkele reizen bestaat een ander hoger tarief van € 2,90.
In 2002 werd de lift samen met de drie resterende kabelspoorwegen van Lavra, Glória en Bica geclassificeerd als Nationaal Monument.